# Тшебель (гміна)
Гміна Тшебель (пол. Gmina Trzebiel) — сільська гміна у північно-західній Польщі. Належить до Жарського повіту Любуського воєводства.
Станом на 31 грудня 2011 у гміні проживало 5833 особи.

## Площа
Згідно з даними за 2007 рік площа гміни становила 166.59 км², у тому числі:
- орні землі: 38.00%
- ліси: 52.00%

Таким чином, площа гміни становить 11.95% площі повіту.

## Населення
Станом на 31 грудня 2011:
| Опис     | Загалом | Загалом | Чоловіки | Чоловіки | Жінки | Жінки |
| -------- | ------- | ------- | -------- | -------- | ----- | ----- |
| одиниця  | осіб    | %       | осіб     | %        | осіб  | %     |
| все      | 5833    | 100     | 2901     | 49.73    | 2932  | 50.27 |
| міське   | 0       | 100     | 0        |          | 0     |       |
| сільське | 5833    | 100     | 2901     | 49.73    | 2932  | 50.27 |

## Сусідні гміни
Гміна Тшебель межує з такими гмінами: Броди, Ленкниця, Ліпінкі-Лужицьке, Пшевуз, Тупліце.